# پاستیتسیو
پاستیتسیو (به انگلیسی: Pastítsio) (به یونانی: παστίτσιο) نوعی پاستای پخته‌شده با گوشت چرخ کرده و سس بشامل است. انواع مختلفی از این غذای یونانی در سایر کشورهای دریای مدیترانه یافت می‌شود.